# Win Tin
Win Tin (12 de marzo de 1929 - 21 de abril de 2014) fue un político y periodista birmano.
Fue preso político durante 19 años, siendo liberado el 23 de septiembre de 2008.
Fue detenido en julio de 1989 por ser uno de los dirigentes de la Liga Nacional para la Democracia y condenado por distribuir propaganda antigubernamental, a tres años de prisión, aunque posteriormente permaneció en ella otros diez años sin juicio, y en 1996 la prisión fue ampliada por otros siete años, esta vez por su intento de informar a las Naciones Unidas de las violaciones de los derechos humanos que tenían lugar en las cárceles birmanas. Desde 2006 no pudo recibir visitas del Comité Internacional de la Cruz Roja (CICR). Fue liberado junto a otros 9000 presos birmanos.
En 1998 recibió el Premio de Derechos Humanos de Francia y en 2001 el Premio Mundial de la Libertad de Prensa UNESCO Guillermo Cano.
Murió de insuficiencia renal el 21 de abril de 2014, a los 85 años.